# Chesiadodes pallens
Chesiadodes pallens är en fjärilsart som beskrevs av Frederick H. Rindge 1973. Chesiadodes pallens ingår i släktet Chesiadodes och familjen mätare. Inga underarter finns listade i Catalogue of Life.